# Studley
Studley is een civil parish in het bestuurlijke gebied Stratford-on-Avon, in het Engelse graafschap Warwickshire. De plaats telt 5879 inwoners.